# The Flying Machine (gruppo musicale)
The Flying Machine è stato un gruppo musicale britannico di genere Bubblegum pop principalmente ricordato per il singolo Smile a Little Smile for Me (1969).

## Storia del gruppo
I Flying Machine vennero fondati dai produttori e cantautori Tony Macaulay e Geoff Stevens nel 1969. I membri che componevano la formazione, ovvero Tony Newman (voce), Steve Jones (voce, chitarra), Sam Kempe (voce), Stuart Colman (basso) e Paul Wilkinson (batteria), provengono tutti dai Pinkerton's Assorted Colours. I Flying Machine debuttarono lo stesso anno con il singolo Smile a Little Smile for Me, entrata nelle top 10 del Nord America. Nello stesso anno il gruppo riuscì a entrare nelle basse posizioni delle classifiche statunitensi con la sua cover di Baby Make It Soon dei Marmalade. Alla fine dell'anno pubblicarono il primo album The Flying Machine, che vendette un milione di copie. Il quintetto pubblicò un altro album e alcuni singoli fino al 1971, anno dello scioglimento.

## Formazione
- Tony Newman – voce
- Steve Jones – voce, chitarra
- Sam Kempe – voce
- Stuart Colman – basso
- Paul Wilkinson – batteria

## Discografia

### Album in studio
- 1969 – The Flying Machine (Janus)
- 1970 – Down to Earth with the Flying Machine

### Singoli
- 1969 – Smile a Little Smile for Me
- 1969 – Baby Make It Soon
- 1969 – Send My Baby Home Again
- 1970 – Hanging on the Edge of Sadness
- 1970 – The Devil Has Possession of Your Mind
- 1970 – Yes I Understand

### Compilation
- 1998 – Flight Recorder - From Pinkerton's (Assort.) Colours to the Flying Machine